# Robert Oboussier
Robert Oboussier (født 9. juli 1900 i Antwerpen Belgien, død 9. juni 1957 i Zürich, Schweiz) var en schweizisk komponist og musikkritiker.
Oboussier studerede komposition i Heidelberg og Mannheim, og senere i Berlin og Zürich. Han arbejdede fra 1922 til 1930 som freelancekomponist i Europa, navnlig i Paris, men også i Firenze og München. Han har skrevet en symfoni, koncertmusik, orkesterværker, opera etc.
Oboussier blev myrdet 9. juni 1957 af en tidligere partner.

## Udvalgte værker
- Symfoni (1935-1936) - for orkester
- Klaverkoncert (1944) - for klaver og orkester
- "Antigone" (1939) - for stemme og orkester
- "Sorg" (1942-1943) - for solist, kor og orkester